# European Group on Television Advertising
European Group on Television Advertising (EGTA) är en europeisk samarbetsorganisation för de kommersiella TV-bolagen med säte i Bryssel.